# Château de Maligny
Le château de Maligny est un château situé à Maligny, en France.

## Localisation
Le château est situé dans le département français de l'Yonne, sur la commune de Maligny.

## Historique
L'édifice est inscrit au titre des monuments historiques en 1971.